# Om rationalisering
Om rationalisering er en dansk dokumentarfilm fra 1948, der er instrueret af Søren Melson efter manuskript af Børge Michelsen.

## Handling
En opfordring til at tænke over arbejdsrationaliseringens problemer, som filmen sagligt fremstiller uden at give sig ud for at have fundet nogen almengyldig løsning.